# Обала Слоноваче на Светском првенству у атлетици на отвореном 2015.
Обала Слоноваче је на Светском првенству у атлетици на отвореном 2015. одржаном у Пекингу од 22. до 30. августа, учествовала петнаести пут, односно учествовала је на свим првенствима до данас. Репрезентацију Обале Слоноваче представљала су 4 такмичара (2 мушкараца и 2 жене) који су се такмичили у четири дисциплина (две мушке и две женске).,
На овом првенству представници Обале Слоноваче нису освојили ниједну медаљу али је оборен 1 национални и 4 лична рекорда и остварена су 5 најбоља лична резултата сезоне.

## Учесници
| Мушкарци: - Бен Јусеф Меите — 100 м - Хуа Вилфред Кофи — 100 м, 200 м | Жене: - Миријел Ауре — 100 м и 200 м - Мари Жозе Та Лу — 100 м и 200 м |  |

## Резултати

### Мушкарци
| Атлетичар        | Дисциплина | Лични рекорд | Предтакмичење | Предтакмичење | Квалификације | Квалификације | Полуфинале           | Полуфинале           | Финале               | Финале       | Детаљи                                      |
| Атлетичар        | Дисциплина | Лични рекорд | Резултат      | Место         | Резултат      | Место         | Резултат             | Место                | Резултат             | Место        | Детаљи                                      |
| ---------------- | ---------- | ------------ | ------------- | ------------- | ------------- | ------------- | -------------------- | -------------------- | -------------------- | ------------ | ------------------------------------------- |
| Бен Јусеф Меите  | 100 м      | 10,06        | слободни      | слободни      | 10,05 НР      | 3. у гр. 3    | 10,17                | 6. у гр. 3           | Није се квалификовао | 18 / 68 (71) | Архивирано на веб-сајту (26. новембар 2015) |
| Хуа Вилфред Кофи | 100 м      | 10,05 НР     | слободни      | слободни      | 10,29         | 5. у гр. 5    | Није се квалификовао | Није се квалификовао | Није се квалификовао | 35 / 68 (71) |                                             |
| Хуа Вилфред Кофи | 200 м      | 20,25 НР     |               |               | 20,39 ЛРС     | 4. у гр. 1    | Није се квалификовао | Није се квалификовао | Није се квалификовао | 25 / 54 (60) |                                             |

### Жене
| Атлетичарка     | Дисциплина | Лични рекорд | Квалификације | Квалификације | Полуфинале | Полуфинале | Финале                | Финале       | Детаљи |
| Атлетичарка     | Дисциплина | Лични рекорд | Резултат      | Место         | Резултат   | Место      | Резултат              | Место        | Детаљи |
| --------------- | ---------- | ------------ | ------------- | ------------- | ---------- | ---------- | --------------------- | ------------ | ------ |
| Миријел Ауре    | 100 м      | 10,81 НР     | 11,10 КВ      | 3. у гр. 3    | 10,98      | 4. у гр. 3 | Нису се квалификовале | 9 / 52 (54)  |        |
| Мари Жозе Та Лу | 100 м      | 11,06        | 10,95в КВ     | 2. у гр. 4    | 11,04 ЛР   | 3. у гр. 1 | Нису се квалификовале | 10 / 52 (54) |        |
| Мари Жозе Та Лу | 200 м      | 22,78        | 22,73 КВ, ЛР  | 1. у гр. 2    | 22,56 ЛР   | 3. у гр. 2 | Нису се квалификовале | 9 / 49 (51)  |        |